# Uttam Kumar
Pour les articles homonymes, voir Kumar (homonymie).
Uttam Kumar (en Bengalî, উত্তম কুমার; nommé à la naissance Arun Kumar Chatterjee) (né le 3 septembre 1926 à Calcutta, Bengale) est un acteur, réalisateur et producteur de cinéma indien.

## Biographie
Uttam Kumar est considéré comme l'acteur majeur du cinéma populaire bengali, et il porte le surnom de Mahanayak ou « Grand Héros » du cinéma bengali. En 1968 il reçut le National Film Award for Best Actor, un prix cinématographique indien, pour les films Antony Firingee et Chiriakhana.

## Filmographie partielle

### Comme acteur
- 1948 : Drishtidan
- 1949 : Kamona
- 1950 : Marjada
- 1951 : Sahajatri
- 1951 : Nastanir
- 1951 : O re Jatri
- 1952 : Sanjeevani
- 1952 : Kaar Paape
- 1952 : Basu Paribar
- 1953 : Sharey Chuattor
- 1953 : Lakh Taka
- 1953 : Bou Thakuranir Haat
- 1953 : Nabin Jatra
- 1954 : Maraner Pare
- 1954 : Ora Thake Odhare
- 1954 : Chapadangar Bou
- 1954 : Annapurnar Mandir
- 1954 : Agnipariksha
- 1954 : Maner Mayur
- 1954 : Grihaprabesh
- 1954 : Bakul
- 1954 : Mantrashakti
- 1954 : Kalyani

1955 : Sabar Upare
 
1955 : Raikamal
 
1955 : Saajher Pradip
 
1955 : Debatra
 
1955 : Anupama

1956 : Saheb Bibi Golam
 
1956 : Sanakr Narayan Bank
 
1956 : Sagarika
 
1956 : Chirakumar Sabha
 
1956 : Ekti Raat
 
1956 : Shyamali
 
1956 : Lakshaheera
 
1956 : Trijama
 
1956 : Putrabadhu
 
1956 : Shilpi
 
1956 : Nabajanma

1957 : Haranu Sur
 
1957 : Prithibi Amare Chay
 
1957 : Baradidi
 
1957 : Surer Parash
 
1957 : Jatra Holo Suru
 
1957 : Tasher Ghar
 
1957 : Punarmilan
 
1957 : Chandranath
 
1957 : Abhayer Biye
 
1957 : Pathe Holo Deri
 
1957 : Harjeet
 
1957 : Jeeban Trishna

1958 : Indrani
 
1958 : Bandhu
 
1958 : Joutuk
 
1958 : Shikar
 
1958 : Suryatoran
 
1958 : Rajlakshmi O Srikanta
 
1958 : Manmoyee Girls School
 
1958 : Daktarbabu

- 1959 : Marutirtha Hinglaj
- 1959 : Chaowa Pawoa
- 1959 : Bicharak
- 1959 : Sonar Harin
- 1959 : Pushpadhanu
- 1959 : Gali Theke Rajpath
- 1959 : Khelaghar
- 1959 : Abak Prithibi

1960 : Khokababur Pratyabartan
 
1960 : Haat Baralei Bandhu
 
1960 : Mayamriga
 
1960 : Kuhak
 
1960 : Rajasaja
 
1960 : Sakher Chor
 
1960 : Uttar Megh
 
1960 : Saharer Itikatha
 
1960 : Shuno Baranari

1961 : Jhinder Bandi
 
1961 : Saptapadi
 
1961 : Dui Bhai
 
1961 : Saathihara
 
1961 : Agnisanskar
 
1961 : Neckless

1962 : Bipasha
 
1962 : Kanna
 
1962 : Siulibari

1963 : Bhrantibilas
 
1963 : Suryasikha
 
1963 : Deya Neya
 
1963 : Nisithe
 
1963 : Sesh Anka
 
1963 : Uttarayan

1964 : Jatugriha
 
1964 : Laal Pathar
 
1964 : Momer Alo
 
1964 : Bibhas
 
1964 : Natun Tirtha

1965 : Thana Theke Aaschhi
 
1965 : Raajkanya
 
1965 : Suryatapa

- 1966 : Le Héros (Nayak) de Satyajit Ray
- 1966 : Sankhabela
- 1966 : Kaal Tumi Aleya
- 1966 : Shudhu Ekti Bachhar
- 1966 : Rajadrohi
- 1967 : Naayika Sangbad
- 1967 : Chiriakhana
- 1967 : Anthoni Phiringi
- 1967 : Jeeban Mrityu
- 1968 : Teen Adhyay
- 1968 : Chowrangee
- 1968 : Kakhano Megh
- 1968 : Garh Nasimpur

1969 : Chirodiner
 
1969 : Sabarmati
 
1969 : Man Niye
 
1969 : Aparichito
 
1969 : Shuksari
 
1969 : Kamallata

1970 : Nishipadma
 
1970 : Bilambita Loy
 
1970 : Duti Mon
 
1970 : Rajkumari
 
1970 : Kalankita Nayak
 
1970 : Manjari Apera

- 1971 : Chhadmabesi
- 1971 : Joyjayanti
- 1971 : Ekhane Pinjor
- 1971 : Dhannyi Meye
- 1971 : Jiban Jiggasa
- 1971 : Nabaraag

1972 : Memsaheb
 
1972 : Andha Atit
 
1972 : Biraj Bou
 
1972 : Alo Amar Alo
 
1972 : Stree
 
1972 : Haar Mana Haar
 
1972 : Chhinnapatra

1973 : Sonar Khacha
 
1973 : Bonpalashir Padabali
 
1973 : Raudrachhaya
 
1973 : Raater Rajanigandha
 
1973 : Kayaheener Kaahini

1974 : Amanush
 
1974 : Bikele Bhorer Phul
 
1974 : Raktatilak
 
1974 : Jadi Jantem
 
1974 : Alor Thikana
 
1974 : Jadibangsha
 
1974 : Rodan Bhara Basanta

1975 : Agniswar
 
1975 : Mouchak
 
1975 : Kajallata
 
1975 : Ami Se O Sakha
 
1975 : Nagar Darparne
 
1975 : Priyo Bandhabi

1976 : Banhisikha
 
1976 : Nidhiram Sardar
 
1976 : Hotel Snow Fox
 
1976 : Sei Chokh
 
1976 : Anandamela
 
1976 : Mombati
 
1976 : Chander Kachhakaachhi

1977 : Ananda Ashram
 
1975 : Sannyasi Raja
 
1977 : Sabyasachi
 
1977 : Rajbangsha
 
1977 : Bhola Moyra
 
1977 : Sister

1978 : Dui Purush
 
1978 : Bandi
 
1978 : Nishan (1978 film)|Nishan
 
1978 : Dhanraj Tamang

1979 : Debdas
 
1979 : Srikanter Will
 
1979 : Samadhan
 
1979 : Brajabuli
 
1979 : Sunayani
 
1979 : Naba Diganta

- 1980 : Dui Prithibi
- 1980 : Raja Saheb
- 1980 : Pakhhiraj
- 1980 : Darpachurna
- 1980 : Aaro Ekjon
- 1980 : Ogo Badhu Sundari
- 1980 : Khana Barah
- 1980 : Pratishodh
- 1980 : Kalankini Kankabati
- 1980 : Suryasakkhi
- 1981 : Iman Kalyan